# KEN (EE JUMP)
KEN（ケン、1987年9月1日 - ）は、日本の元タレントで、EE JUMPの元メンバー。東京都出身。

## 略歴
カナダ人と日本人のハーフであり、EE JUMP結成当初はメインダンス担当であった。フジテレビのバラエティ番組「笑う犬の冒険-SILLY GO LUCKY!-」のコーナーで「笑う犬バックダンサー」を担当するなど、メインボーカルのSONIM・メインラップのYUKIとともに3人で活動していた。
2000年7月頃、Jリーガーになるという希望を抱いていたため、「サッカーがやりたい」という発言を残しCDデビュー前に脱退した。そのため、EE JUMPメンバーとしての活動期間も短期で終わり、EE JUMPが当初3人だったことも一般にはあまり知られていない。